# Gemeinde Piran

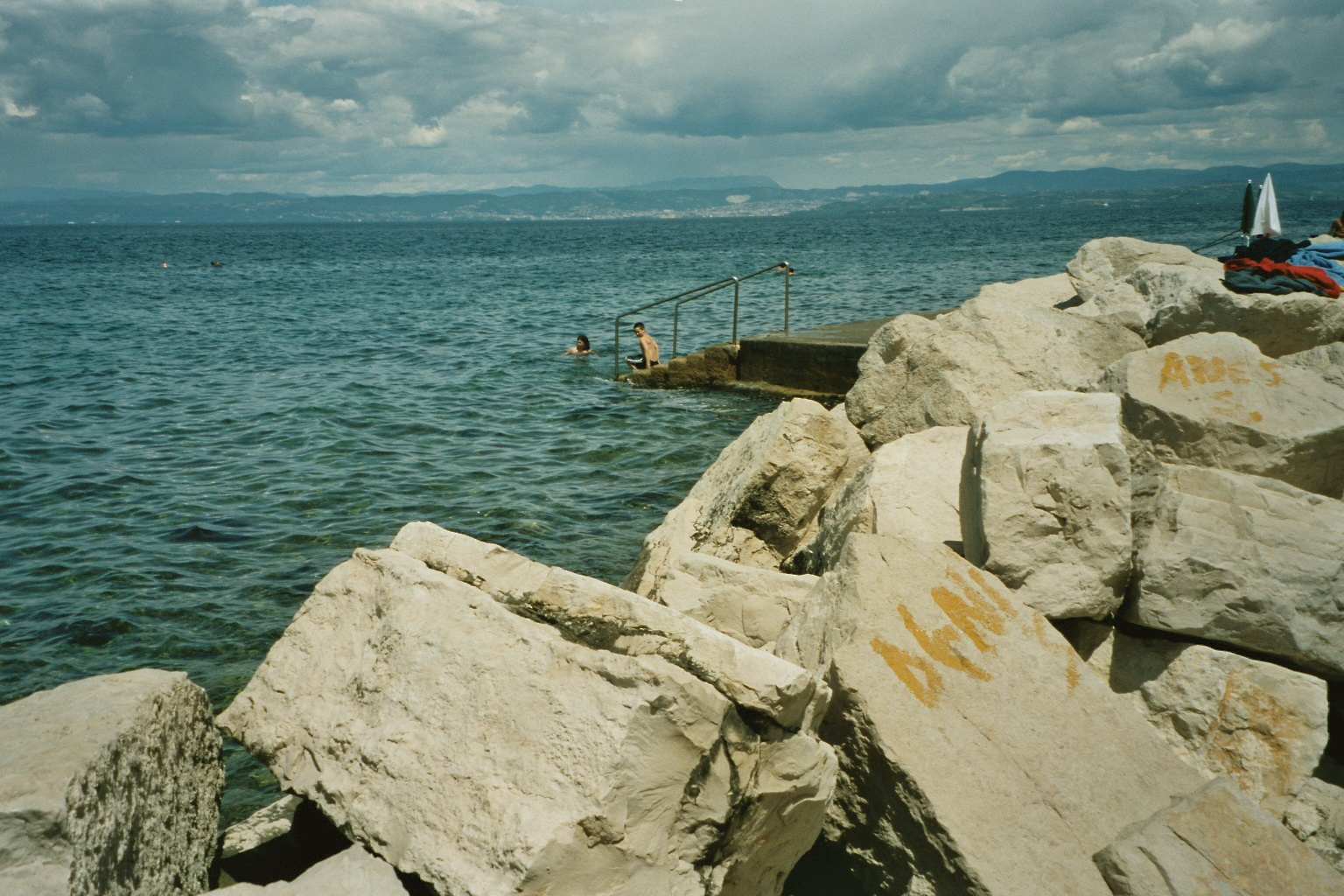
Blick über den Golf von Triest

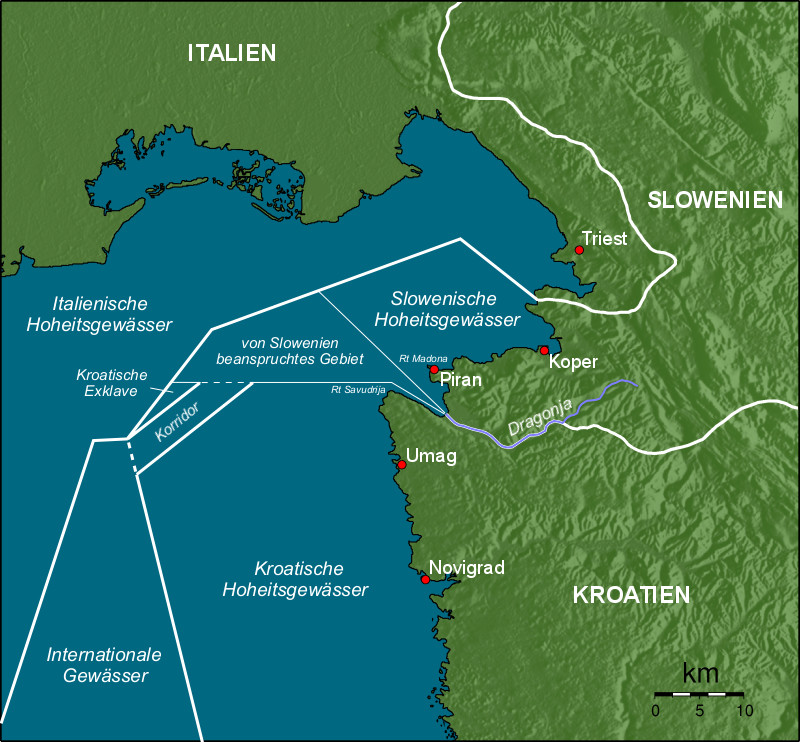
Die Aufteilung der Bucht von Piran gemäß Schiedsgerichtsurteil

Die Gemeinde Piran, italienisch: Pirano liegt im äußersten Südwesten Sloweniens an der Küste des Adriatischen Meeres. Mit ihrer Lage, ihrer Altstadt und venezianischen Architektur ist die Stadt an der Slowenischen Riviera eines der bekanntesten Touristenzentren des Landes. Hauptort ist die Stadt Piran (Pirano).
Amtssprachen der Gemeinde Piran sind Slowenisch und Italienisch. Öffentliche Beschilderungen, Schulen, Kindergärten und die Universität Primorska sind grundsätzlich zweisprachig.

## Lage
Die Gemeinde grenzt im Süden an Kroatien und im Osten an die Gemeinden Koper und Izola. Außerdem besitzt sie im Norden eine Seegrenze mit italienischen Hoheitsgewässern. Die höchste Erhebung ist der 289 m hohe Baretovec pri Padni. Die Stadt verfügt über den Regionalflughafen Portorož sowie über eine Marina.
Die nach der Stadt benannte Bucht von Piran ist als Schifffahrtsweg für den slowenischen Hafen Koper von Bedeutung.

## Ortschaften
Die Gemeinde umfasst elf Ortschaften.
- Dragonja / Dragogna
- Lucija / Lucia
- Nova vas nad Dragonjo / Villanova di Pirano
- Padna / Padena
- Parecag / Parezzago
- Piran / Pirano
- Portorož / Portorose
- Seča / Sezza
- Sečovlje / Sicciole
- Strunjan / Strugnano
- Sveti Peter / San Pietro dell’Amata

## Sehenswürdigkeiten
- Stadt Piran

- Bucht von Piran
- Kap Madona
- Kurort Portorož
- Salinen von Sečovlje, unmittelbar an der kroatischen Grenze
- Mündungsbereich der Drnica
- Strunjan-Landschaftsschutzpark in der Nähe des Ortsteils Strunjan, die nördlichsten noch bewirtschafteten Salinen des Mittelmeerraums
- Ortschaft Padna
- Naturschutz→ Hauptartikel: FFH-Gebiet Salinen von Sečovel und Dragonje, FFH-Gebiet Piranski klif und Vogelschutzgebiet Strunjan

Im Norden der Halbinsel führt ein etwa ein Kilometer langer Küstenwanderweg („Uferpromenade“) mit interessanten Gesteinsschichtungen an den Steilwänden von Piran zum See und Strand von Fiesa.

## Nachbargemeinden
| Golf von Triest | Izola, Koper                                | Koper |
| Golf von Piran  | Kompassrose, die auf Nachbargemeinden zeigt | Koper |
|                 | Buje (HR)                                   |       |

## Geschichte
Von 1909 bis 1912 war die Stadt Ausgangspunkt der Gleislosen Bahn Pirano–Portorose, eines der ersten Oberleitungsbus-Betriebe Österreich-Ungarns. Von 1912 bis 1953 verkehrte zwischen Piran (Tartiniplatz) und Portorož (Station Lokalbahn Triest–Parenzo) auf fünf Kilometern Länge die Kleinbahn  Straßenbahn Pirano–Portorose

## Söhne und Töchter der Gemeinde

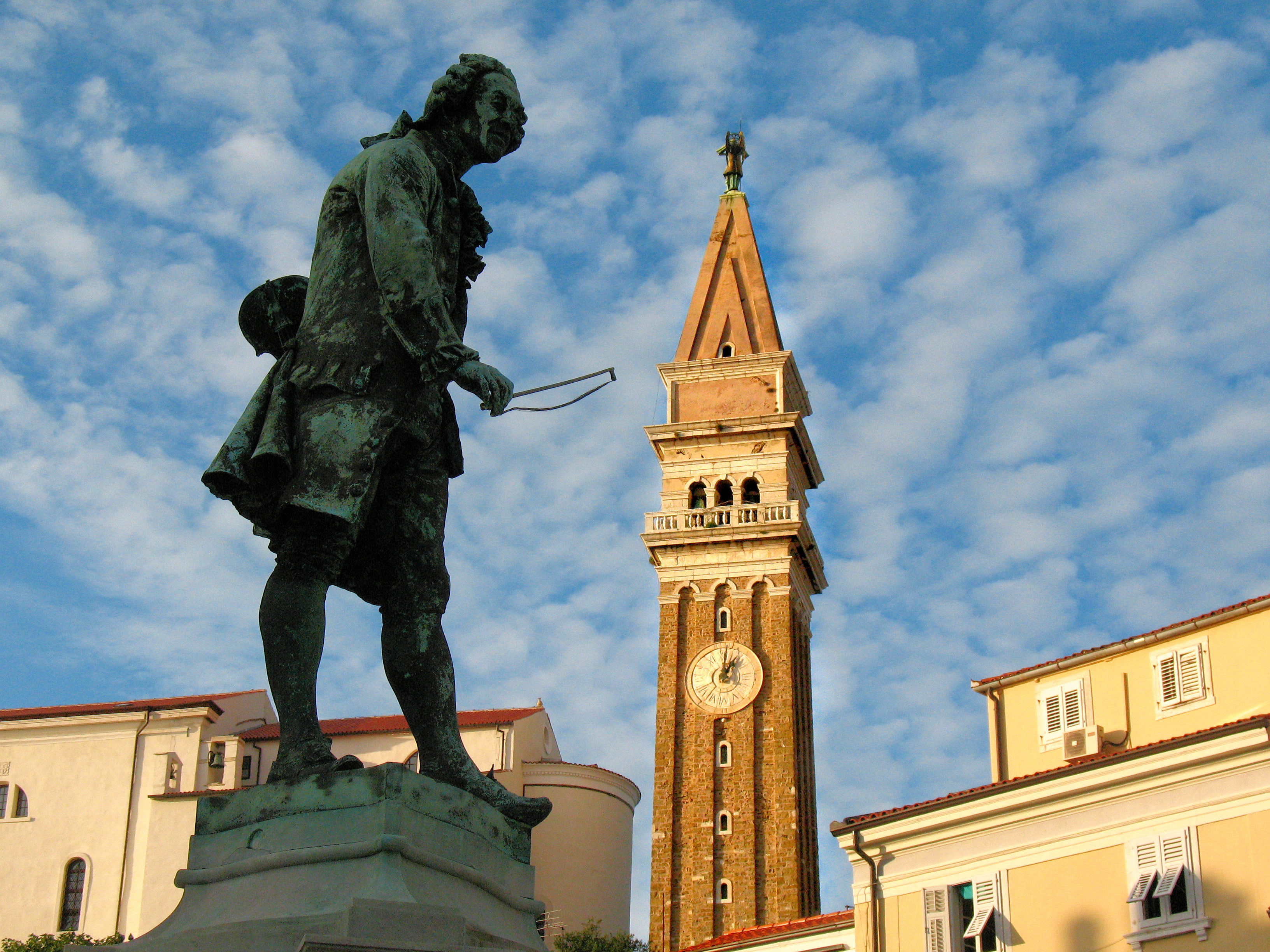
Tartinistatue, Kirchturm der St.-Georg-Kathedrale im Hintergrund

- Giuseppe Tartini (1692–1770), italienischer Geiger und Komponist
- Cesare Dell’Acqua (1821–1905), italienischer Maler
- Felice Bennati (1856–1924), italienisch-österreichischer Politiker und Anwalt
- Almerigo Ventrella (1864–nach 1924) italienisch-österreichischer Politiker und Anwalt
- Domingo Brescia (1866–1939), italienischer Komponist und Musikpädagoge
- Diego de Castro (1907–2003), italienisch-slowenischer Historiker
- Alenka Dovžan (* 1976), slowenische Skirennläuferin